# UGC 72
UGC 72 es una galaxia espiral localizada en la constelación de Piscis.